# Кирстенбош (ботанический сад)
Кирстенбо́ш (англ. Kirstenbosch National Botanical Garden) — ботанический сад, расположенный неподалёку от Кейптауна у подножия Столовой горы. Существует с 1913 года, а с 2004 года управляется South African National Biodiversity Institute (SANBI). На охраняемой территории в 528 га произрастает более 7000 видов растений. В нём, по большей части, представлены (за некоторым исключением) редкие и исчезающие растения — эндемики Южной Африки.

## Описание
Вся территория ботанического сада составляет 528 га, но к зоне, где занимаются интенсивным уходом и размножением растений относится только 36 га. Здесь насчитывается более 7000 видов растений, в том числе много редких и исчезающих видов.
Ботанический сад включает в себя оранжерею, в которой представлены растения из различных регионов, таких как саванна, финбош, карру и др. Снаружи же внимание сосредоточено на растениях Капской области, особенно подчеркнутое протеями.
Из сада к склонам Столовой горы ведут несколько троп, по которым, при желании, можно подняться на вершину. Самый простой путь к вершине проходит через ущелье Skeleton Gorge. Этот маршрут носит название «Тропа Смутса», в честь премьер-министра Яна Смутса, который регулярно им пользовался. На склонах горы, по периметру ботанического сада, проходит так называемая «Контурная тропа», ведущая на юг в Констанцу, а на север к мемориалу Родса, склонам Дьявольского пика и далее.
Кирстенбош стал первым ботаническим садом в мире, включенный в список Всемирного наследия ЮНЕСКО.

## Подвесная аллея
Создана уникальная подвесная аллея длиной 427 метров, возвышающаяся над землей на 12 метров. Чтобы посетители могли отдохнуть и вдоволь насладиться бесподобным видом, открывающимся с высоты, на протяжении подвесной аллеи предусмотрены смотровые площадки.

## South African National Biodiversity Institute
В 1951 году на базе отделения Division of Botany (Pretoria) был создан институт Botanical Research Institute (BRI), а в 1989 году преобразован в National Botanical Institute (NBI). В 2004 году National Botanical Institute в ходе более общей реорганизации был включён в состав более крупного учреждения под названием South African National Biodiversity Institute (SANBI), по указу National Environmental Management: Biodiversity Act (NEMBA). С 1921 года NBI публикует научный ботанический журнал Bothalia. В 2014 году он был переименован в Bothalia – African Biodiversity & Conservation, учитывая более широкие цели нового учредителя SANBI.